# 香港文化古蹟資源中心

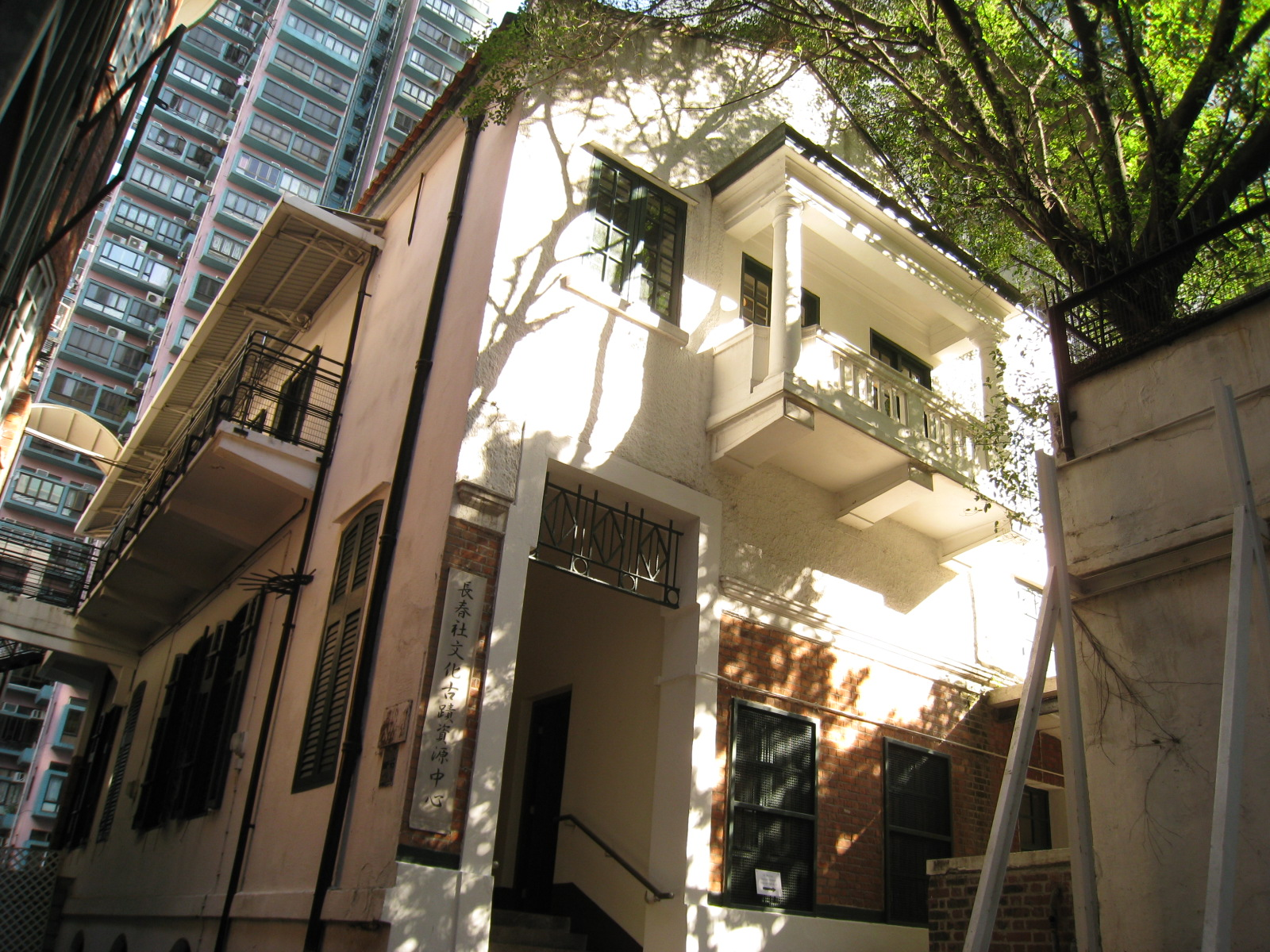
香港文化古蹟資源中心位於港島西邊街西區社區中心的會址

香港文化古蹟資源中心（英語：Hong Kong Resource Centre for Heritage）是香港一所非牟利保育團體，成立於2005年。中心透過不定期舉辦公開展覽、講座及工作坊向公眾及學生灌輸保育概念，加強香港人對香港歷史、文化和古蹟的保育意識。

## 地址
中心位於香港西營盤西區社區中心後座，即西約華人公立醫局舊址。建築物於1909年落成，現在列為香港二級歷史建築。

## 歷史
香港文化古蹟資源中心前身為「長春社文化古蹟資源中心」。中心與長春社一直各自運作，為更聚焦推動保育歷史建築，中心於2023年11月21日更名為「香港文化古蹟資源中心」，管治及運作獨立於長春社。

## 宗旨

### 願景
- 一個以欣賞及保育文化遺產為核心價值的香港[2]

### 使命
- 加深對香港歷史的認識
- 提升文化遺產的保育意識
- 培養對文化遺產的興趣
- 建立知識及資源共享平台
- 推動保育文化遺產及公眾參與

## 服務
- 社區文化遺產導賞團
- 專題講座
- 社區文化遺產工作坊
- 展覽
- 口述歷史
- 學校教育活動

## 理事 (2025年)
- 主席 黎穎詩博士
- 副主席 胡國萍女士
- 義務秘書 胡炎松先生
- 義務司庫 陳曉奮先生
- 義務副秘書伍婉婷女士

###### 理事
- 陳捷貴太平紳士
- 何樂生先生
- 劉兆朗先生
- 梁炳華博士
- 楊永安博士

###### 顧問會成員
- 丁新豹博士
- 陳蒨博士
- 馮錦榮博士
- 鄭寶鴻先生
- 蕭國健博士

## 註腳
1. ↑  .   [2023－12－02]. （原始内容存档于2023-11-23）.
2. ↑  香港文化古蹟資源中心. . cache.org.hk.   [2017-11-29]. （原始内容存档于2020-08-13）. （页面存档备份，存于）

## 外部連結
香港文化古蹟資源中心官方網頁